# Saša Gajser
Saša Gajser (født 11. februar 1974 i Maribor, Jugoslavien) er en slovensk tidligere fodboldspiller (midtbane).
Gajser spillede 27 kampe og scorede ét mål for Sloveniens landshold i perioden 1999-2003. Han var med i den slovenske trup til EM 2000 i Belgien/Holland, slovenernes første slutrundedeltagelse nogensinde, men kom dog ikke på banen i turneringen. Han deltog også ved VM 2002 i Sydkorea/Japan, hvor han spillede én af slovenernes tre kampe.
På klubplan repræsenterede Gajser blandt andet NK Maribor og Rudar Velenje i hjemlandet, belgiske Gent samt Olympiakos Nicosia på Cypern.